# Habenaria erichmichelii
Habenaria erichmichelii är en orkidéart som beskrevs av Eric Alston Christenson. Habenaria erichmichelii ingår i släktet Habenaria och familjen orkidéer. Inga underarter finns listade i Catalogue of Life.